# Primo Longobardo (S 524)
Il Primo Longobardo (S 524) è un sottomarino della Marina Militare Italiana appartenente alla 4ª serie della Classe Sauro. Costruito nei cantieri di Monfalcone, impostato il 19 dicembre 1991 e varato il 20 giugno 1992, è stato consegnato alla Marina Militare Italiana il 14 dicembre 1993.
Il battello, in servizio di base a Taranto, tra il 1999 e il 2002 è stato sottoposto a radicali lavori che hanno interessato la piattaforma e il sistema di combattimento.

## Nome
L'unità prende il nome dal capitano di fregata Primo Longobardo, decorato durante la seconda guerra mondiale di medaglia d'oro al valor militare. Dopo aver comandato i sommergibili Sirena, Galileo Galilei, Galileo Ferraris e Calvi, al comando del quale durante la guerra civile spagnola si guadagnò nel 1937 una medaglia d'argento al valor militare, nonostante non fosse più giovanissimo ed ormai destinato ad incarichi di responsabilità a terra, allo scoppio del conflitto chiese insistentemente ed ottenne il comando del sommergibile Torelli, con il quale, in Atlantico, in una sola missione, nel gennaio 1941 affondò quattro mercantili, per un totale di 18.000 tonnellate, guadagnandosi una seconda medaglia d'argento al valor militare. Destinato a comandare la Scuola sommergibili a Pola, sollecitò nuovamente un imbarco in Atlantico e gli venne dato il comando del Calvi. Il 15 luglio 1942, dopo uno strenuo combattimento in superficie contro una corvetta inglese, dopo aver ordinato l'autoaffondamento del battello ormai paralizzato, venne colpito a morte dalle mitragliere avversarie, scomparendo in mare e venendo successivamente insignito di medaglia d'oro al valor militare alla memoria.
Questa è la seconda unità dedicata alla memoria di questo comandante. Nel dopoguerra un altro sommergibile aveva portato questo nome. Si trattava di un sommergibile oceanico statunitense, lo USS Pickerel  che costruito e varato nel 1944 è stato consegnato alla MMI il 18 agosto 1972 ed è stato in servizio fino al 31 gennaio 1980.

Immagini del varo e del precedente Longobardo
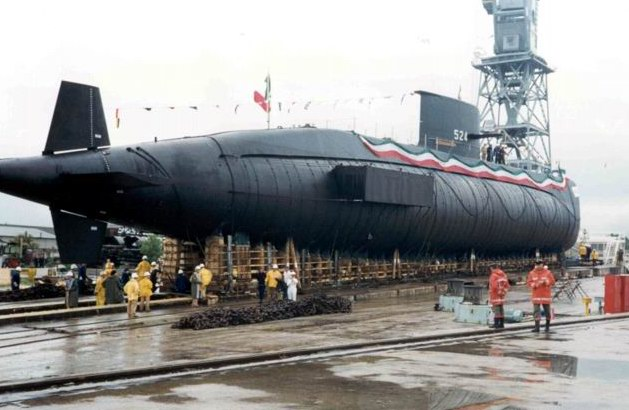
Il varo del sommergibile Longobardo
Il precedente Longobardo attraversa il canale navigabile di Taranto

## Operatività
Il battello, durante la sua vita operativa ha svolto varie attività in ambito nazionale ed internazionale. Tra le prime figurano sia le classiche attività istituzionali della forza armata come la sorveglianza nel Mediterraneo allargato nell'ambito della lotta al terrorismo marittimo, sia attività collegate a compiti di polizia come la repressione del narcotraffico ed il controllo dell'immigrazione clandestina, che di tutela ambientale come il monitoraggio antinquinamento da idrocarburi. L'addestramento del personale viene effettuato anche con la partecipazione ad esercitazioni nazionali; con le forze aeronavali della Squadra Navale nei cicli Mare Aperto, Amphex, Tirnav e Tiraer-Tireli; in collaborazione col Gruppo Operativo Subacquei in addestramento soccorso a sottomarini sinistrati nei cicli Smerex; con il Gruppo Operativo Incursori e del Reggimento San Marco, ora brigata, nell'addestramento alle Operazioni Speciali.
Tra le attività internazionali, figurano campagne in ambito NATO in Mediterraneo, Atlantico, Mar Rosso ed Oceano Indiano; in dettaglio ha partecipato ai cicli operativi Dog Fish, Destined Glory, Loyal Midas, Noble Manta, Noble Mariner, Proud Manta, Dynamic Guard.
Sebbene dotato inizialmente di 6 tubi Lanciasiluri per siluri filoguidati A184 Mod.3 ed in grado di lanciare mine, durante un aggiornamento è stato predisposto all'uso di missili antinave.
Durante il 2011, in collaborazione con il Nato Underwater Research Center (NURC), il battello ha sperimentato sensori acustici e magnetici di ultima generazione ed effettuato numerosi test con AUV dotati di sonar bistatico.